# Козовковский сельский совет
Козовковский сельский совет (укр. Козівківська сільська рада) — входит в состав Козовского района Тернопольской области Украины.
Административный центр сельского совета находится в с. Козовка.

## История
- 1939 — дата образования.

## Населённые пункты совета
- с. Козовка